# مارجوري هاميلتون
مارجوري هاميلتون هي قاضية كندية، ولدت في 1898، وتوفيت في 27 ديسمبر 1990.